# Halictus poeyi
Halictus poeyi är en biart som beskrevs av Amédée Louis Michel Lepeletier 1841. Halictus poeyi ingår i släktet bandbin, och familjen vägbin. Inga underarter finns listade i Catalogue of Life.

## Bildgalleri

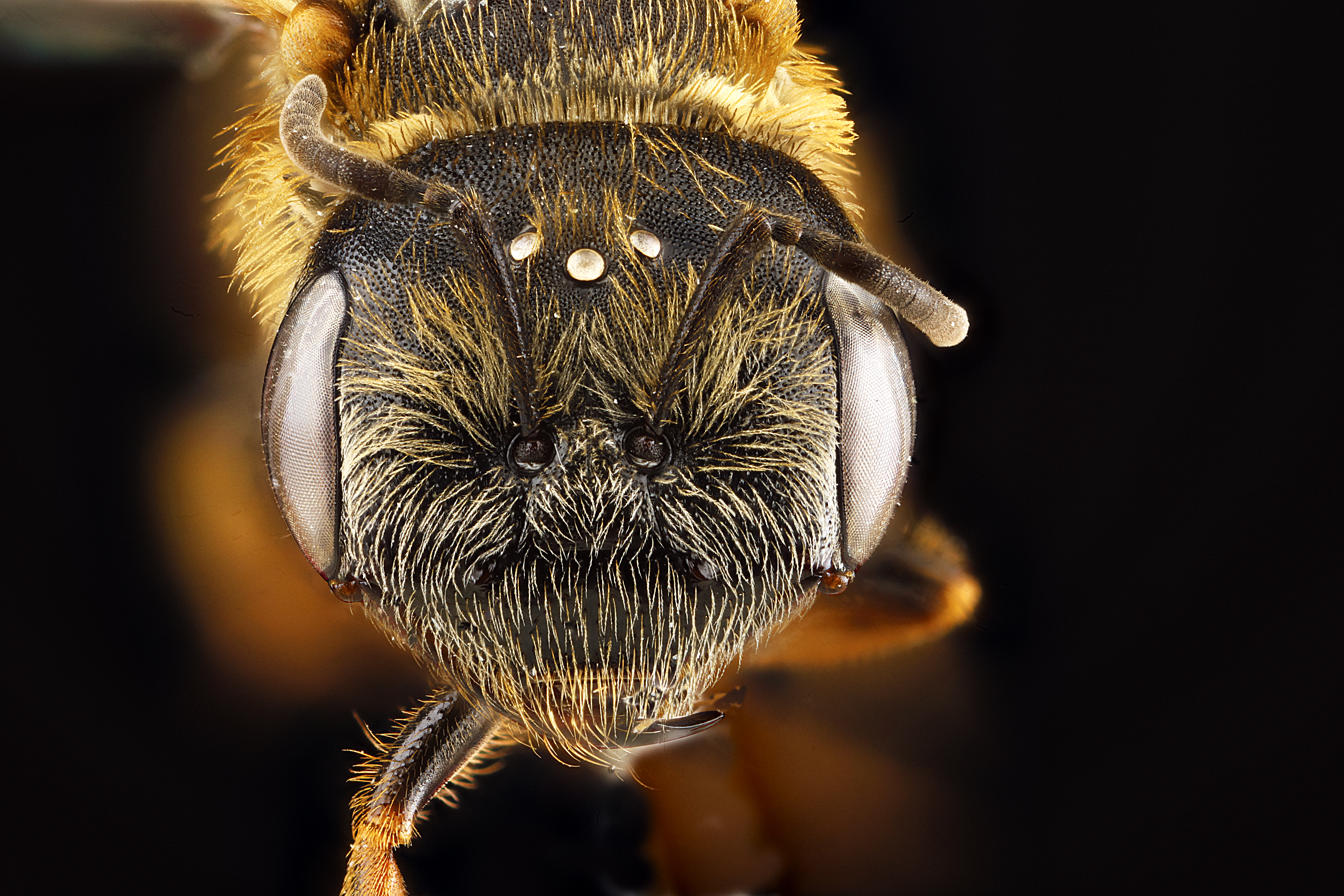